# Trollkins
A Família Trololó (Trollkins no original) é um desenho animado, com produção Hanna-Barbera. Estreou em 1981 e teve apenas uma temporada.

## História
O desenho conta a história de seres pequenos, parecidos com trolls, que moravam em árvores e que usavam muito a palavra Trololó em suas frases. Muito parecidos com os personagens dos Smurfs.
Como em muitos desenhos da Hanna-Barbera tinha um trapalhão, no caso o prefeito Lumpkin e seu assistente, o Xerife.
O bicho de estimação deles era um cachorro que usava mímica e ruídos para se expressar. 

## Dubladores[3]

### Nos Estados Unidos
- Mayor Lumpkin: Paul Winchell
- Pixlee / Dotty: Jennifer Darling
- Sheriff Pudge Trollsom: Allan Oppenheimer
- Blitz: Steve Spears
- Flooky: Frank Welker
- Grubb Trollmaine: Michael Patrick Bell
- DepuTroll Flake: Marshall Efron
- Afid: Hank Saroyan
- Slug: Bill Callaway

### No Brasil
???

## Episódios[4]
nomes originais (em inglês)
1. The Case of the Missing Trollosaurus/Trolltown Meets Kling Kong (12 de setembro de 1981)
2. The Trollchoppers Meet Frogzilla/Trolltown Goes Trollywood (19 de setembro de 1981)
3. The Trollerbear Scare/Escape from Alcatrol (26 de setembro de 1981)
4. The Great Troll Train Wreck/The Trollness Monster (3 de outubro de 1981)
5. Trollyapolis 500/Robotroll (10 de outubro de 1981)
6. Mirror, Mirror on the Troll/Trollin the Magician (17 de outubro de 1981)
7. Trolltown Goes Ga-Ga/Treasure of Troll Island (24 de outubro de 1981)
8. The Empire Strikes Trolltown/Raiders of the Lost Troll (31 de outubro de 1981)
9. Bermuda Trollangle/Fine Feathered Lumpkin (7 de novembro de 1981)
10. Supertroll/Flooky and the Troll Burglar (14 de novembro de 1981)
11. The Abominable Trollman/The Moth That Ate Trolltown (21 de novembro de 1981)
12. Trolltown Trollympics/The Troll Cat in the Hat (28 de novembro de 1981)
13. Dr. Frankentroll, I Presume/Agent Double-O-Troll (5 de dezembro de 1981)